# ویگو کامپمن
ویگو کامپمن (انگلیسی: Viggo Kampmann؛ ۲۱ ژوئیهٔ ۱۹۱۰ – ۳ ژوئن ۱۹۷۶) یک سیاست‌مدار اهل دانمارک بود.